# Wydział Ekonomiczny Uniwersytetu Przyrodniczego w Poznaniu
Wydział Ekonomiczny Uniwersytetu Przyrodniczego w Poznaniu – jednostka naukowo-dydaktyczna Uniwersytetu Przyrodniczego w Poznaniu będąca najmłodszym z sześciu wydziałów uczelni (do sierpnia 2020 roku Wydział Ekonomiczno-Społeczny).

## Historia
Powstał w październiku 2006 roku, mimo że idea jego powołania narodziła się pod w latach 90. XX w., kiedy to powołano specjalność ekonomika gospodarki żywnościowej (rok akademicki 1993), a na jej podstawie, w roku 1996 utworzono nowy kierunek nauczania – Ekonomia. W skład nowo powstałego Wydziału Ekonomiczno-Społecznego weszły: Katedra Ekonomii, Ekonomiki Gospodarki Żywnościowej (z Wydziału Rolniczego), Ekonomiki i Organizacji Drzewnictwa (z Wydziału Technologii Drewna), Pedagogiki oraz Nauk Społecznych (z Wydziału Ogrodniczego). 
Od roku akademickiego 2020/2021 w skład Wydziału Ekonomicznego wchodzą 4 katedry:
- Katedra Ekonomii
- Katedra Ekonomii i Polityki Gospodarczej w Agrobiznesie
- Katedra Finansów i Rachunkowości
- Katedra Prawa i Organizacji Przedsiębiorstw w Agrobiznesie

Od 2009 roku Wydział ma prawo do nadawania stopnia doktora nauk społecznych w zakresie Ekonomii, od 2016 roku ma uprawnienia do nadawania stopnia naukowego doktora habilitowanego w dyscyplinie Ekonomia.

## Kierunki kształcenia
Dostępne kierunki:
- Ekonomia (studia I i II stopnia)
- Finanse i rachunkowość (studia I i II stopnia)
- Działalność rolnicza w warunkach Wspólnej Polityki Rolnej Unii Europejskiej (studia podyplomowe)
- Integracja Europejska – Działalność Rolnicza i Obszary Wiejskie (studia podyplomowe)
- Ubezpieczenia i likwidacja szkód w rolnictwie (studia podyplomowe)

## Poczet dziekanów
1. prof. dr hab. Witold Wielicki (2006–2008)
2. prof. dr hab. Michał Sznajder (2008–2012)
3. prof. dr hab. Walenty Poczta (od 2012)

## Władze Wydziału
W kadencji 2020–2024:
| Stanowisko             | Imię i nazwisko                 |
| ---------------------- | ------------------------------- |
| Dziekan                | prof. dr hab. Walenty Poczta    |
| Prodziekan ds. nauki   | prof. dr hab. Władysława Łuczka |
| Prodziekan ds. studiów | dr hab. Agnieszka Baer-Nawrocka |
| Prodziekan ds. studiów | dr hab. Rafał Baum              |

W kadencji 2024–2028:
| Stanowisko                                        | Imię i nazwisko                   |
| ------------------------------------------------- | --------------------------------- |
| Dziekan                                           | prof. dr hab. Walenty Poczta      |
| Prodziekan ds. nauki i współpracy międzynarodowej | prof. dr hab. Ewa Kiryluk-Dryjska |
| Prodziekan ds. studiów                            | dr hab. Agnieszka Baer-Nawrocka   |
| Prodziekan ds. studiów                            | dr hab. Rafał Baum                |

## Struktura organizacyjna
| Katedra                                                    | Kierownik                         |
| ---------------------------------------------------------- | --------------------------------- |
| Katedra Ekonomii                                           | prof. dr hab. Ewa Kiryluk-Dryjska |
| Katedra Ekonomii i Polityki Gospodarczej w Agrobiznesie    | prof. dr hab. Walenty Poczta      |
| Katedra Finansów i Rachunkowości                           | prof. dr hab. Michał Jerzak       |
| Katedra Prawa i Organizacji Przedsiębiorstw w Agrobiznesie | dr hab. Rafał Baum                |

## Czasopisma
Wydział Ekonomiczny wydaje dwa kwartalniki naukowe, indeksowane na liście Ministerstwa Nauki i Szkolnictwa Wyższego:
- Kwartalnik Naukowy INTERCATHEDRA (redaktor naczelny: dr hab. Sławomir Kalinowski)[9].
- Kwartalnik „Journal of Agribusiness and Rural Development” (redaktorka naczelna: dr hab. Ewa Kiryluk-Dryjska)[10].